# Platanoússa
Platanoússa (Platanoussa) är en ort i Grekland.   Den ligger i prefekturen Nomós Ioannínon och regionen Epirus, i den centrala delen av landet, 280 km nordväst om huvudstaden Aten. Platanoússa ligger 321 meter över havet och antalet invånare är 371.
Terrängen runt Platanoússa är kuperad österut, men västerut är den bergig. Platanoússa ligger nere i en dal. Runt Platanoússa är det glesbefolkat, med 14 invånare per kvadratkilometer. Närmaste större samhälle är Prámanta, 13,7 km nordost om Platanoússa. I omgivningarna runt Platanoússa växer i huvudsak blandskog.